# Ульріх Сальхов
Карл Эм́іль Ю́ліус У́льріх Са́льхов (швед. Karl Emil Julius Ulrich Salchow; нар. 7 серпня 1877, Копенгаген, Данія — пом. 18 квітня 1949, Стокгольм, Швеція) — шведський фігурист, Олімпійський чемпіон 1908 року в фігурному катанні, 10-кратний (з 1901 по 1905 і з 1907 по 1911) чемпіон світу, 9-разовий (з 1893 по 1913) чемпіон Європи. Діяч шведського і міжнародного спортивного руху.

## Спортивна кар'єра
На Олімпійських іграх 1908 року, в програму яких вперше було введено фігурне катання, Сальхов завоював золоту медаль за виконання індивідуальної програми (Микола Панін-Коломенкін отримав золоту медаль за виконання спеціальних фігур). Захистити свій титул на наступній Олімпіаді Сальхов не зміг, оскільки Міжнародний Олімпійський комітет вирішив не проводити змагання з фігурного катання на Іграх 1912 року. Сальхов взяв участь ще в одній Олімпіаді, в 1920 році, але тоді він, вже 42-річний, не потрапив на п'єдестал, а став лише четвертим.
За кількістю виграних чемпіонатів світу (десять золотих медалей) Сальхов ділить перше місце в історії з  норвезької фігуристкою Сонею Гені.
В 1909 році Сальхов виконав стрибок з заходом спиною вперед і, зробивши повний оберт у повітрі, приземлився на махову ногу, цей стрибок був названий на його честь сальховом. Він винайшов також фігуру «гак».

## Після спорту
Після закінчення кар'єри Сальхов не покинув спорт. Він став третім президентом Міжнародного союзу ковзанярів і був ним з 1925 по 1937 рік. Крім того, в період з 1928 по 1939 він був головою правління спортивного клубу AIK (Стокгольм), який в той час був провідним шведським клубом в футболі, хокеї, тенісі і інших видах спорту. Він був також головою шведської велосипедної ліги (швед. Svenska Velocipedförbundet) (1904—1907), шведської асоціації ковзанярів (швед. Svenska Skridskoförbundet) (1917—1920, 1923—1932 і 1935—1938), брав участь в керівництві шведської федерації боксу (швед. Svenska Boxningsförbundet), де був президентом з 1919 по 1932 і був членом правління Шведської національної спортивної ради (швед. Riksidrottsförbundet) (1911—1928). Був головним суддею на виступах чоловіків на  IV зимових Олімпійських іграх.
Сальхов активно співпрацював з Daily News і Associated Press в якості журналіста і працював на шведському радіо.
Помер в 1949 році в Стокгольмі у віці 71 року і похований на кладовищі «Norra begravningsplatsen» (дослівно — Північне кладовище).

## Спортивні досягнення
| Змагання               | 1895 | 1896 | 1897 | 1898 | 1899 | 1900 | 1901 | 1902 | 1903 | 1904 | 1905 | 1906 | 1907 | 1908 | 1909 | 1910 | 1911 | 1913 | 1920 |
| ---------------------- | ---- | ---- | ---- | ---- | ---- | ---- | ---- | ---- | ---- | ---- | ---- | ---- | ---- | ---- | ---- | ---- | ---- | ---- | ---- |
| Літні Олімпійські ігри |      |      |      |      |      |      |      |      |      |      |      |      |      | 1    |      |      |      |      | 4    |
| Чемпіонати світу       |      |      | 2    |      | 2    | 2    | 1    | 1    | 1    | 1    | 1    |      | 1    | 1    | 1    | 1    | 1    |      |      |
| Чемпіонати Європи      |      |      |      | 1    | 1    | 1    | 3    |      |      | 1    |      | 1    | 1    |      | 1    | 1    |      | 1    |      |
| Чемпіонати Швеції      | 1    | 1    | 1    |      |      |      |      |      |      |      |      |      |      |      |      |      |      |      |      |